# Le Roncenay-Authenay
Le Roncenay-Authenay is een plaats en voormalige  gemeente in het Franse departement Eure (regio Normandië) en telt 296 inwoners (1999). De plaats maakt deel uit van het arrondissement Évreux. Le Roncenay-Authenay is op 1 januari 2016 gefuseerd met de gemeenten Condé-sur-Iton, Damville, Gouville, Manthelon en Le Sacq tot de gemeente Mesnils-sur-Iton.

## Geografie
De oppervlakte van Le Roncenay-Authenay bedraagt 8,8 km², de bevolkingsdichtheid is 33,6 inwoners per km².
De onderstaande kaart toont de ligging van Le Roncenay-Authenay met de belangrijkste infrastructuur en aangrenzende gemeenten.

## Demografie
Onderstaande figuur toont het verloop van het inwonertal (bron: INSEE-tellingen).

1. ↑  "Recensement de la population 2015"; Institut national de la statistique et des études économiques; datum van uitgave: 27 december 2017.